# Кубок Кыргызстана по футболу 2015
Кубок Кыргызстана по футболу 2015 года, также известный как Кубок Независимости — 24-й розыгрыш ежегодного футбольного клубного турнира, второго по значимости в стране.
Финальный матч прошёл в Канте на Центральном стадионе. Обладателем Кубка в 4-й раз в своей истории стала кантская «Абдыш-Ата», обыграв в финале свой фарм-клуб «Наше пиво» (в ряде источников команда именовалась «Абдыш-Ата»-2).
Победитель получил право сыграть в поединке за Суперкубок Кыргызстана 2016 года с чемпионом Кыргызстана сезона 2015 года ошским «Алаем». Победа в национальном Кубке в этом сезоне не давала право на участие в Кубке АФК, либо «Абдыш-Ата» не участвовала в нём по иным причинам.

## Формат
Турнир стартовал со стадии первого раунда (1/32 финала), в котором встречались команды Первой лиги. В этом, а также во 2-м раунде и в 1/8 финала хозяином поля является команда, которая выступает в лиге, низшей по рангу. Если встречаются команды одной лиги, то хозяин поля определяется в результате жеребьёвки.
Полуфинал состоял из двух матчей, которые проводились на поле каждого из соперников. Финал турнира состояд из одного матча и игрался на нейтральном поле.

## Участники турнира

### Представительство участников
| Раунд        | Оставшихся команд | Участвует команд | Победителей из предыдущего раунда | Новые участники в этом раунде | Лиги, участвующие в этом раунде | Игровые дни по расписанию       |
| ------------ | ----------------- | ---------------- | --------------------------------- | ----------------------------- | ------------------------------- | ------------------------------- |
| Первый раунд | 19                | 4                | 0                                 | 4                             | Первая                          | 22 апреля 2015 года             |
| Второй раунд | 17                | 10               | 2                                 | 8                             | Первая                          | 15, 29 апреля 2015 года         |
| 1/8 финала   | 12                | 8                | 5                                 | 3                             | Высшая, Первая                  | 22, 24 апреля, 13 мая 2015 года |
| 1/4 финала   | 8                 | 8                | 4                                 | 4                             | Высшая                          | 6, 20, 26, 27 мая 2015 года     |
| 1/2 финала   | 4                 | 4                | 4                                 | нет                           | -                               | 6, 12, 21 августа 2015 года     |
| Финал        | 2                 | 2                | 2                                 | нет                           | -                               | 24 октября 2015 года            |

### Клубы-участники
Для участия в розыгрыше Кубка подали заявки все 6 клубов Высшей лиги и 13 из 17 клубов Первой лиги (кроме «Абдыш-Аты»-99 (Кант), «Алги-Чуй» (Токмак), «Алая»-2 (Ош) и ФК «Токтогул»).
Клубы, принявшие участие в турнире:
| Высшая лига все 6 клубов                                                                                      | Первая лига 13 из 17 клубов |
| - Абдыш-Ата (Кант) - Ала-Тоо (Нарын) - Алай (Ош) - Алга (Бишкек) - Дордой (Бишкек) - Кей Джи Юнайтед (Бишкек) | - Алга-2 (Бишкек) - Алдиер (Куршаб) - Беловодск (Беловодское) - ФК Джалал-Абад - Дордой-2 (Бишкек) - Живое пиво (Кант) - ФК Кара-Балта - ФК Кара-Суу - Кей Джи Юнайтед-2 (Бишкек) - Наше пиво (Кант) - Нефтчи (Кочкор-Ата) - Шахтёр (Кызыл-Кия) - Энергетик (Кара-Куль) |

## Первый раунд
Стадия 1/32 финала. Приняли участие 4 команды Южной зоны Первой лиги. Эти матчи проводились позднее, чем игры стадии 1/16 финала на севере.
| Команда 1      | Результат | Команда 2        |
| -------------- | --------- | ---------------- |
| 22 апреля 2015 |           |                  |
| Шахтёр (II)    | 2:0       | Кара-Суу (II)    |
| Энергетик (II) | +:-       | Джалал-Абад (II) |

## Второй раунд
Стадия 1/16 финала. В борьбу вступили 6 клубов Северной зоны Первой лиги и 2 клуба Южной зоны, присоединившиеся к двум победителям предыдущего раунда.
| Команда 1              | Результат | Команда 2       |
| ---------------------- | --------- | --------------- |
| 15 апреля 2015         |           |                 |
| Кей Джи Юнайтед-2 (II) | 1:3       | Живое пиво (II) |
| Наше пиво (II)         | 4:2       | Дордой-2 (II)   |
| Беловодск (II)         | -:+       | Алга-2 (II)     |
| 29 апреля 2015         |           |                 |
| Алдиер (II)            | 2:3       | Шахтёр (II)     |
| Нефтчи (II)            | -:+       | Энергетик (II)  |

## 1/8 финала
К 5 победителям предыдущего раунда присоединились 2 клуба Высшей лиги — «Ала-Тоо» и «Кей Джи Юнайтед», а также клуб Первой лиги «Кара-Балта». Оба клуба Высшей лиги проиграли свои матчи.
| Команда 1       | Результат      | Команда 2           |
| --------------- | -------------- | ------------------- |
| 22 апреля 2015  |                |                     |
| Живое пиво (II) | 3:1            | Кара-Балта (II)     |
| 24 апреля 2015  |                |                     |
| Наше пиво (II)  | 2:2 (5:4 пен.) | Ала-Тоо (I)         |
| Алга-2 (II)     | 1:0            | Кей Джи Юнайтед (I) |
| 13 мая 2015     |                |                     |
| Шахтёр (II)     | -:+            | Энергетик (II)      |

## 1/4 финала
К 4-м победителям предыдущей стадии присоединились 4 сильнейших клуба Высшей лиги — «Абдыш-Ата», «Алай», «Алга» и «Дордой».
| Команда 1       | Результат      | Команда 2     |
| --------------- | -------------- | ------------- |
| 6 мая 2015      |                |               |
| Живое пиво (II) | 0:9            | Дордой (I)    |
| 20 мая 2015     |                |               |
| Энергетик (II)  | 2:6            | Алай (I)      |
| 26 мая 2015     |                |               |
| Наше пиво (II)  | 1:1 (3:2 пен.) | Алга (I)      |
| 27 мая 2015     |                |               |
| Алга-2 (II)     | 0:4            | Абдыш-Ата (I) |

| Живое пиво | 0:9 | Дордой |
| ---------- | --- | --- |
|            |     | Азиз Сыдыков 5′ · Алмазбек Мирзалиев 12′ · Мирлан Мурзаев 33′, 45′ · Вадим Харченко 43′ · Дэниел Таго 64′ · Азамат Байматов 65′ · Мухаммад Адил 85′ (пен.) · Динмухаммед Таалайбеков 87′ |

| Энергетик Кара-Куль  | 2:6 | Алай                                                                                |
| -------------------- | --- | ----------------------------------------------------------------------------------- |
| А. Нуралиев 76′, 90′ |     | Максат Алимов 10′, 38′ · Алиа Силла 33′, 48′, 78′ (пен.) · Нурсултан Атамурзаев 83′ |

| Наше пиво              | 1:1 (3:2 пен.) | Алга                 |
| ---------------------- | -------------- | -------------------- |
| Тыныстан Мударисов 98′ |                | Павел Сидоренко 119′ |

| Алга-2 | 0:4 | Абдыш-Ата                                                            |
| ------ | --- | -------------------------------------------------------------------- |
|        |     | Иван Филатов 40′ · Вениамин Шумейко 52′ · Владимир Верёвкин 70′, 75′ |

## 1/2 финала
Представитель Первой лиги «Наше пиво» сенсационно выбил из розыгрыша один из сильнейших клубов страны «Дордой» за счёт голов, забитых на чужом поле.
| Команда 1 | Итог | Команда 2 | 1-й матч | 2-й матч |
| --------- | ---- | --------- | -------- | -------- |
| Наше пиво | 2–2  | Дордой    | 2:2      | 0:0      |
| Абдыш-Ата | 4–0  | Алай      | 0:0      | 4:0      |

| Дордой                                             | 2:2 | Наше пиво                                 |
| -------------------------------------------------- | --- | ----------------------------------------- |
| Алмазбек Мирзалиев 39′ · Кайрат Жыргалбек уулу 54′ |     | Темирлан Кенешев 23′ · Карим Израилов 46′ |

| Наше пиво | 0:0 | Дордой |
| --------- | --- | ------ |
|           |     |        |

| Абдыш-Ата | 0:0 | Алай |
| --------- | --- | ---- |
|           |     |      |

| Алай | 0:4 | Абдыш-Ата |
| ---- | --- | --------- |
|      |     |           |

## Финал
| Абдыш-Ата                                                            | 4:2 | Наше пиво                                             |
| -------------------------------------------------------------------- | --- | ----------------------------------------------------- |
| Фархат Мусабеков 17′ · Олувасен Алерива 20′ · Рустем Усанов 23′, 80′ | ,   | Замир Молондаров 43′ · Чолпон Эсенкул уулу 84′ (пен.) |

| Абдыш-Ата | Наше пиво |

|                 |    |                    |              |
|                 |    |                    |              |
| ВР              | 1  | Калысбек Акималиев |              |
| ЗЩ              | 4  | Акрам Умаров       |              |
| ЗЩ              | 5  | Рустем Усанов      |              |
| ЗЩ              | 14 | Вениамин Шумейко   |              |
| ЗЩ              | 16 | Манас Карипов      |              |
| ПЗ              | 3  | Бектур Талгат уулу | Предупреждён |
| ПЗ              | 7  | Евгений Малинин    |              |
| ПЗ              | 8  | Давлятжан Баратов  |              |
| ПЗ              | 69 | Фархат Мусабеков   |              |
| ПЗ              | 77 | Бахтияр Дуйшобеков |              |
| НП              | 45 | Олувасен Алерива   |              |
| Запасные:       |    |                    |              |
| ВР              | 26 | Роман Мирзакандов  |              |
| ПЗ              | 11 | Бекмырза Дуванаев  |              |
| ?               | 12 | Кудайберген Эшимов |              |
| НП              | 20 | Владимир Верёвкин  |              |
| ?               | 23 | Роман Джабаев      |              |
| ?               | 64 | Элдияр Сардарбеков |              |
| ЗЩ              | 88 | Владимир Касьян    |              |
| Главный тренер: |    |                    |              |
| Мирлан Эшенов   |    |                    |              |

|                     |    |                        |              |   |
|                     |    |                        |              |   |
| ВР                  | 16 | Андрей Шикин           |              |   |
| ?                   | 6  | Игорь Иванов           |              |   |
| ?                   | 8  | Мадали Джумабаев       |              |   |
| ?                   | 17 | Дмитрий Кузякин        |              |   |
| ?                   | 18 | Илгиз Эрмеков          | Предупреждён |   |
| ?                   | 21 | Замир Молондаров       |              |   |
| ?                   | 22 | Бахтияр Каптагаев      |              |   |
| ?                   | 23 | Алмаз Атабаев          |              |   |
| ?                   | 31 | Темирлан Кенешов       | Предупреждён |   |
| ПЗ                  | 86 | Чолпонбек Эсенкул уулу | Предупреждён |   |
| НП                  | 10 | Хуршит Лутфуллаев      |              |   |
| Запасные:           |    |                        |              |   |
| ВР                  | 46 | Антон Азарнов          |              |   |
| ЗЩ                  | 4  | Данил Сокирченко       |              |   |
| ?                   | 5  | Бактыбек Саткынаев     |              |   |
| ?                   | 9  | Игорь Гавшин           |              |   |
| ?                   | 13 | Андрей Долженко        |              |   |
| ?                   | 71 | Анарбек Эгенбердиев    |              |   |
| ПЗ                  | 87 | Карим Израилов         | Предупреждён | ? |
| Главный тренер:     |    |                        |              |   |
| Валерий Березовский |    |                        |              |   |